# Real monasterio de la Trinidad (Valencia)
El monasterio de la Trinidad sito en la calle Trinidad de la ciudad de Valencia (España) es un edificio que fue fundado en 1242 como cenobio y hospital.

## Historia
En 1444 fue ocupado por las religiosas Clarisas por expreso deseo de la reina María, esposa de Alfonso el Magnánimo, que quería disponer de un lugar de retiro junto a la ciudad, y a tal efecto lo colmó de donaciones y privilegios. La reina, que vivía con sus damas en el vecino Palacio del Real, tenía estancias propias en el monasterio, donde también está su sepulcro. También está enterrada allí la infanta María de Castilla, esposa de Alfonso el Magnánimo, rey de Aragón, por lo que sería conocida ya como María de Aragón, Virreina de Valencia. Su biblioteca consta de medio centenar de pergaminos, documentos y libros de gran valor, por ejemplo, el manuscrito autógrafo de la Vita Christi de Sor Isabel de Villena, principal abadesa del cenobio; también existe una de las primeras ediciones de esa obra. Hay varios manuscritos de Jaume Roig, autor del L'Espill, quien fue médico de las monjas y uno de los que aportaron dinero para la construcción del monumento, diversos cancioneros del siglo XV, una primera edición de la Historia del convento de la Trinidad de Agustí Sales, la bula del papa León X y el Libro de la casa de la Reina, especie de inventario de las grandes familias de la Valencia del siglo XV y las limosnas que aportaron para construir el monasterio.
El claustro y el refectorio son de estilo gótico valenciano y la iglesia de decoración barroca. Hay inscripciones en las claves de la bóveda del refectorio y un arco gótico de doble vuelta que gira sobre sí mismo. El "compás" o segundo claustro es una plaza porticada desde la que se accede a la iglesia. La fachada del templo es un magnífico ejemplo del gótico flamígero y su decoración recuerda a la Lonja y hay una réplica de un magnífico rosetón de cerámica renacentista. También hay diversas pinturas barrocas y numerosas reliquias, entre ellas un fragmento de la cruz de Cristo o lignum crucis y una espina de su corona. 
Actualmente el convento está deshabitado, tras la marcha a principios de 2014 de las últimas monjas de clausura, por lo que solamente es posible visitar mediante petición. Se puede admirar la fachada de la iglesia, construida con sillería y tapial en estilo gótico valenciano. 
La puerta principal es del siglo XV y está emparentada con las de la Lonja. Sobre ella, cabe destacar el bellísimo tondo renacentista de cerámica, hecho en Italia, cuyo original se custodia en el Museo Nacional de Cerámica.